# 13 Delphini
13 Delphini är en misstänkt variabel stjärna i stjärnbilden Delfinen. 
13 Del har visuell magnitud +5,58 utan någon fastställd amplitud eller periodicitet.